# Nicolás Marichal
Nicolás Marichal Pérez (* 17. März 2001 in Sarandí del Yí) ist ein uruguayischer Fußballspieler.

## Karriere
Marichal begann seine Karriere bei Nacional Montevideo. Im Februar 2021 debütierte er für die Profis von Nacional in der Primera División. Bis zum Ende der Saison 2020 kam er zu zwei Einsätzen in der höchsten uruguayischen Spielklasse, mit dem Hauptstadtklub wurde er Meister. In der Saison 2021 war Marichal dann fest Teil des Profikaders und absolvierte 20 Partien, zudem spielte er erstmals für den amtierenden Meister in der Copa Libertadores.
Nach 23 weiteren Einsätzen zu Beginn der Saison 2022 wechselte der Innenverteidiger im August 2022 nach Russland zum FK Dynamo Moskau. Im September 2022 debütierte er dann für seinen neuen Arbeitgeber in der Premjer-Liga.